# Benzophenon
Benzophenon (IUPAC-Name Diphenylmethanon) ist eine organische Verbindung, die zu den Gruppen der Ketone und Aromaten zählt. Natürlich kommt Benzophenon als Geruchskomponente in Trauben vor.

## Gewinnung und Darstellung
Im Labor kann Benzophenon ausgehend von Benzol dargestellt werden. Dieses wird zunächst mit Tetrachlormethan in Gegenwart von Aluminiumchlorid (AlCl3) bei Temperaturen von 5–10 °C in einer doppelten Friedel-Crafts-Alkylierung zu Diphenyldichlormethan umgesetzt. Eine nachfolgende Hydrolyse dieses Zwischenprodukts liefert schließlich Benzophenon.
Weiterhin ist auch die Friedel-Crafts-Acylierung von Benzol mit Benzoylchlorid in Anwesenheit einer Lewis-Säure (z. B. Aluminiumchlorid) möglich.
Die letztgenannte Methode erlaubt die Synthese von unsymmetrisch substituierten Benzophenonen in sehr hohen Ausbeuten.

## Eigenschaften

### Physikalische Eigenschaften
Benzophenon bildet farblose rhombische Kristalle, die bei 49 °C schmelzen. Unter Normaldruck siedet die Verbindung bei 305 °C. Die Dampfdruckfunktion ergibt sich nach Antoine entsprechend log10(P) = A−(B/(T+C)) (P in bar, T in K) mit A = 4,36238, B = 2116,372 und C = −93,43 im Temperaturbereich von 474 bis 579 K
Die wichtigsten thermodynamischen Eigenschaften sind in der folgenden Tabelle aufgelistet:
| Eigenschaft               | Typ               | Wert [Einheit]                           |
| ------------------------- | ----------------- | ---------------------------------------- |
| Standardbildungsenthalpie | ΔfH0gas ΔfH0solid | 49,9 kJ·mol−1 −34,48 kJ·mol−1            |
| Verbrennungsenthalpie     | ΔcH0solid         | −6510.3 kJ·mol−1                         |
| Wärmekapazität            | cp                | 224,80 J·mol−1·K−1 (25 °C) als Feststoff |
| Schmelzenthalpie          | ΔfH0              | 18,194 kJ·mol−1 beim Schmelzpunkt        |
| Schmelzentropie           | ΔfS0              | 56,67 J·mol−1·K−1 beim Schmelzpunkt      |
| Verdampfungsenthalpie     | ΔVH0              | 94,977 kJ·mol−1 bei 25 °C                |
| Kritische Temperatur      | TC                | 830 K                                    |
| Kritischer Druck          | PC                | 33,52 bar                                |
| Kritische Dichte          | ρC                | 1,762 mol·l−1                            |

## Verwendung
Benzophenon wird als Photoinitiator in UV-Härtungs-Anwendungen, wie Tinten und Beschichtungen in der Druckindustrie, verwendet.
Als Inhaltsstoff in Kosmetika schützt es Duftstoffe und Farben in Produkten wie Cremes, Parfüms, Seifen oder aber Kunststoffverpackungen vor Zerstörung durch UV-Strahlung. Auch als blumiger Riechstoff findet es Verwendung.
Im Labormaßstab findet es als Indikator bei der Trocknung von organischen Lösungsmitteln mit Natrium Anwendung. Dieses reduziert Benzophenon zum tiefblauen Ketylradikal, welches in Abwesenheit von Wasser und Sauerstoff mäßig stabil ist.

## Derivate
Es werden verschiedene Derivat des Benzophenons durch INCI als BENZOPHENONE bezeichnet.
2,2′,4,4′-Tetrahydroxybenzophenon  wird unter der Bezeichnung „BENZOPHENONE-2“ geführt. Oxybenzon („BENZOPHENONE-3“), ist nach der deutschen Kosmetik-Verordnung als UV-Schutz in Sonnencremes zugelassen. Es kann allergisierend wirken. Sulisobenzon (auch „BENZOPHENONE-4“) ist ebenfalls als Bestandteil von Sonnencremes als UV-B- und UV-A- Schutz zugelassen. Bis(2-hydroxy-4-methoxyphenyl)methanon wird unter der Bezeichnung „BENZOPHENONE-6“ geführt.

## Sicherheitshinweise
Die Internationale Agentur für Krebsforschung (IARC) stufte Benzophenon im Jahr 2013 als möglicherweise krebserzeugend ein.
Benzophenon wurde 2013 von der EU gemäß der Verordnung (EG) Nr. 1907/2006 (REACH) im Rahmen der Stoffbewertung in den fortlaufenden Aktionsplan der Gemeinschaft (CoRAP) aufgenommen. Hierbei werden die Auswirkungen des Stoffs auf die menschliche Gesundheit bzw. die Umwelt neu bewertet und ggf. Folgemaßnahmen eingeleitet. Ursächlich für die Aufnahme von Benzophenon waren die Besorgnisse bezüglich Verbraucherverwendung, hohes Risikoverhältnis (Risk Characterisation Ratio, RCR) und weit verbreiteter Verwendung sowie der Gefahren ausgehend von einer möglichen Zuordnung zur Gruppe der CMR-Stoffe. Die Neubewertung fand ab 2013 statt und wurde von Dänemark durchgeführt. Anschließend wurde ein Abschlussbericht veröffentlicht.